# ゴールデンラズベリー賞 最低主題歌賞
ゴールデンラズベリー賞最低主題歌賞（Golden Raspberry Award for Worst Original Song）は、ゴールデンラズベリー賞の部門の一つで、その年最低の映画主題歌賞に贈られる。2002年（第23回）を最後に実施されていない。

## 受賞とノミネート一覧

### 1980年代
- 1980年 "The Man with Bogart's Face" - The Man with Bogart's Face - 音楽: ジョージ・ダニング、歌詞: アンドリュー・フェナディ
  - "Suspended in Time": オリビア・ニュートン＝ジョン - 『ザナドゥ』 - 音楽・歌詞: ジョン・ファーラー
  - "Where Do You Catch the Bus for Tomorrow?" - 『LOVEシーズン』 - 音楽: ヘンリー・マンシーニ、歌詞: アラン・バーグマン、マリリン・バーグマン
  - "You, Baby, Baby!": ニール・ダイアモンド - 『ジャズ・シンガー』 - 音楽・歌詞: ニール・ダイアモンド
  - "Can't Stop the Music": ヴィレッジ・ピープル - 『ミュージック・ミュージック』 - 音楽・歌詞: ジャック・モラーリ

- 1981年 "Baby Talk" - 『結婚しない男』 - 音楽: デヴィッド・シャイア、歌詞: デヴィッド・フリッシュバーグ
  - "Hearts, Not Diamonds" - 『殺しのファンレター』 - 音楽: マーヴィン・ハムリッシュ、歌詞: ティム・ライス
  - "The Man in the Mask" - 『ローン・レンジャー』 - 音楽: ジョン・バリー、歌詞: ディーン・ピッチフォード
  - "Only When I Laugh" - 『泣かないで』 - 音楽: デヴィッド・シャイア、歌詞: リチャード・マルトビー
  - "You're Crazy, But I Like You" - 『フロリダ・ハチャメチャ・ハイウェイ』 - 音楽・歌詞: フランク・マスカー、ドミニク・ブガッティ

- 1982年 "Pumpin' and Blowin'": クリスティ・マクニコル - 『パイレーツ・ムービー』 - 音楽・歌詞: テリー・ブリッテン、B・A・ロバートソン、スー・シフリン
  - "Comin' Home to You (is Like Comin' Home to Milk and Cookies)" - 『喝采の陰で』 - 音楽: デイヴ・グルーシン、歌詞: アラン・バーグマン、マリリン・バーグマン
  - "Happy Endings" - 『パイレーツ・ムービー』 - 音楽・歌詞: テリー・ブリッテン、B・A・ロバートソン、スー・シフリン
  - "It's Wrong for Me to Love You" - Butterfly - 音楽: エンニオ・モリコーネ、歌詞: キャロル・コナーズ
  - "No Sweet Cheater Than You" - 『センチメンタル・アドベンチャー』 - 音楽・歌詞: ゲイル・レッド、ミッチェル・トロコ

- 1983年 "The Way You Do It" - The Lonely Lady - ジェフ・ハリントン、J・ペニング
  - "Each Man Kills the Thing He Loves" - 『ファスビンダーの ケレル』 - 音楽: ペール・ラーベン、歌詞: オスカー・ワイルドの詩
  - "Lonely Lady" - The Lonely Lady - 音楽: チャールズ・カレロ、歌詞: ロジャー・ヴードリス
  - "Yor's World" - 『未来から来たハンター ヨオ』 - 音楽: グイド・デ・アンジェリス、マウリツィオ・デ・アンジェリス、歌詞: バルバラ・アントニア、スーザン・ダンカン＝スミス、ポーリーヌ・ハンナ、チェーザレ・デ・ナターレ
  - "Young and Joyful Bandit" - 『ファスビンダーの ケレル』 - 音楽: ペール・ラーベン、歌詞: ジャンヌ・モロー

- 1984年 "Drinkenstein": シルヴェスター・スタローン - 『クラブ・ラインストーン/今夜は最高!』 - 音楽・歌詞: ドリー・パートン
  - "Love Kills" - 1984年版『メトロポリス』 - 音楽・歌詞: フレディ・マーキュリー、ジョルジオ・モロダー
  - 「SEX・シューター」: アポロニア6 - 『プリンス/パープル・レイン』 - 音楽・歌詞: プリンス
  - "Smooth Talker" - 『ボディ・ロック』 - 音楽・歌詞: デヴィッド・センベロ、マイケル・センベロ、マーク・ハドソン
  - "Sweet Lovin' Friends": ドリー・パートン、シルヴェスター・スタローン - 『クラブ・ラインストーン/今夜は最高!』 - 音楽・歌詞: ドリー・パートン

- 1985年 "Peace in Our Life": フランク・スタローン - 『ランボー/怒りの脱出』 - 音楽: フランク・スタローン、ピーター・シュレス、ジェリー・ゴールドスミス、歌詞: フランク・スタローン
  - "All You Can Eat": ザ・ファット・ボーイズ  - 『クラッシュ・グルーブ』 - 音楽: カーティス・ブロウ、ザ・ファット・ボーイズ
  - "The Last Dragon" - 『ラスト・ドラゴン』 - 音楽・歌詞: ノーマン・ホイットフィールド、ブルース・ミラー
  - "Oh, Jimmy": レベッカ・デモーネイ - 『スラッガーズ・ワイフ』 - 音楽・歌詞: サラ・M・テイラー
  - "7th Heaven" - 『ラスト・ドラゴン』 - 音楽・歌詞: ビル・ウルファー、ヴァニティ

- 1986年 "Love or Money": プリンス - 『プリンス/アンダー・ザ・チェリー・ムーン』 - 音楽・歌詞: ザ・レヴォリューション
  - "Howard the Duck": リー・トンプソン、トーマス・ドルビー - 『ハワード・ザ・ダック/暗黒魔王の陰謀』 - 音楽・歌詞: トーマス・ドルビー、アリー・ウィリス、ジョージ・クリントン
  - "I Do What I Do": ジョン・テイラー - 『ナインハーフ』 - 音楽・歌詞: ジョナサン・エリアス、ジョン・テイラー、マイケル・デ・バレス
  - "Life in a Looking Glass": トニー・ベネット - That's Life - 音楽: ヘンリー・マンシーニ、歌詞: レスリー・ブリッカス
  - "Shanghai Surprise" - 『上海サプライズ』 - 音楽・歌詞: ジョージ・ハリスン

- 1987年 "I Want Your Sex": ジョージ・マイケル - 『ビバリーヒルズ・コップ2』 - 音楽・歌詞: ジョージ・マイケル
  - "El Coco Loco (So, So Bad)": コーティ・マンディ - 『フーズ・ザット・ガール』 - 音楽・歌詞: コーティ・マンディ
  - "Let's Go to Heaven in My Car": ブライアン・ウィルソン - 『ポリスアカデミー4/市民パトロール』 - 音楽・歌詞: ブライアン・ウィルソン、ユージン・ランディー、ゲイリー・アッシャー
  - "Million Dollar Mystery" - 『おかしなおかしな成金大作戦』 - 音楽・歌詞: バリー・マン、ジョン・ルイス・パーカー
  - "You Can Be a Garbage Pail Kid" - 『ダーティ・キッズ ぶきみくん』 - 音楽・歌詞: マイケル・ロイド

- 1988年 "Jack Fresh": フル・フォース - 『ボールズ・ボールズ2 成金ゴルフマッチ』 - 音楽・歌詞: フル・フォース
  - "Skintight": テッド・ニュージェント - 『ジョニー・ビー・グッド』 - 音楽・歌詞: テッド・ニュージェント
  - "Therapist": ビジル - 『エルム街の悪夢4 ザ・ドリームマスター 最後の反撃』 - 音楽・歌詞: ビジル

- 1989年 "Bring Your Daughter to the Slaughter": アイアン・メイデン - 『エルム街の悪夢5 ザ・ドリームチャイルド』 - 音楽・歌詞: ブルース・ディッキンソン
  - "Let's Go": クール・モー・ディー - 『エルム街の悪夢5 ザ・ドリームチャイルド』 - 音楽・歌詞: クール・モー・ディー
  - "Pet Sematary": ラモーンズ - 『ペット・セマタリー』 - 音楽・歌詞: ディー・ディー・ラモーン、ダニエル・レイ

### 1990年代
- 1990年 "He's Comin' Back (The Devil)" - 『裸の十字架を持つ男/エクソシストフォーエバー』 - 音楽・歌詞: クリス・レヴラー
  - "The Measure of a Man": エルトン・ジョン - 『ロッキー5/最後のドラマ』 - 音楽・歌詞: アラン・メンケン
  - "One More Cheer": ベット・ミドラー  - 『ステラ』 - 音楽・歌詞: ジェイ・グルスカ、ポール・ゴードン

- 1991年 "Addams Groove": M.C.ハマー - 『アダムス・ファミリー』 - 音楽: M.C.ハマー、歌詞: フェルトン・C・パイレットII
  - "Cool as Ice": ヴァニラ・アイス - 『クール・アズ・アイス』 - 音楽: ヴァニラ・アイス、歌詞: ゲイル・キング、「プリンセス」
  - "Why Was I Born (Freddy's Dead)": イギー・ポップ - 『エルム街の悪夢 ザ・ファイナルナイトメア』 - 音楽・歌詞: イギー・ポップ、ホワイトホーン

- 1992年 "High Times, Hard Times" - 『ニュージーズ』 - 音楽: アラン・メンケン、歌詞: ジャック・フェルドマン
  - "Book of Days": エンヤ - 『遥かなる大地へ』 - 音楽: エンヤ、歌詞: ローマ・ライアン
  - "Queen of the Night": ホイットニー・ヒューストン - 『ボディガード (1992年の映画)ボディガード』 - 音楽: ホイットニー・ヒューストン、歌詞: L・A・レイド、ベイビーフェイス、ダリル・シモンズ

- 1993年 "Addams Family Whoomp!": タッグチーム - 『アダムス・ファミリー2』 - 音楽・歌詞: ラルフ・サル、スチーヴ・ギブソン、セシル・グレン
  - "Big Gun": AC/DC - 『ラスト・アクション・ヒーロー』 - 音楽・歌詞: アンガス・ヤング、マルコム・ヤング
  - "(You Love Me) in All the Right Places": リサ・スタンスフィールド - 『幸福の条件』 - 音楽: ジョン・バリー、歌詞: リサ・スタンスフィールド、イアン・デヴァニー、アンディ モリス

- 1994年 "Marry the Mole" - 『おやゆび姫 サンベリーナ』 - 音楽: バリー・マニロウ、歌詞: ジャック・フェルドマン
  - "Under the Same Sun": スコーピオンズ - 『沈黙の要塞』 - 音楽・歌詞: マーク・ハドソン、クラウス・マイネ、スコット・フェアバーン
  - "The Color of the Night": ローレン・クリスティ - 『薔薇の素顔』 - 音楽・歌詞: ジュド・J・フリードマン、ローレン・クリスティ、ドミニク・フロンティア

- 1995年 "Walk into the Wind" - 『ショーガール』 - 音楽: デイヴ・スチュワート、歌詞: テリー・ホール
  - "(Feel the) Spirit of Africa" - 『コンゴ』 - 音楽: ジェリー・ゴールドスミス、歌詞: レボ・M
  - "Hold Me, Thrill Me, Kiss Me, Kill Me": U2 - 『バットマン フォーエヴァー』 - 音楽: U2、歌詞: ボノ

- 1996年 "(Pussy Pussy Pussy) Whose Kitty Cat Are You?" - 『ストリップティーズ』 - 音楽・歌詞: マーヴィン・モンゴメリー
  - "Welcome to Planet Boom" - 『バーブ・ワイヤー/ブロンド美女戦記』 - 音楽・歌詞: トミー・リー
  - "Whenever There is Love" - 『デイライト』 - 音楽・歌詞: ブルース・ロバーツ、サム・ロマン

- 1997年 挿入歌全部 - 『ポストマン』 - 音楽・歌詞: ジェフレイ・バール、グレン・バーク、ジョン・コインマン、ジョー・フラッド、ブレア・フォワード、マリア・マシャード、ジョノ・マンソン
  - "The End Is the Beginning Is the End": スマッシング・パンプキンズ - 『バットマン & ロビン Mr.フリーズの逆襲』 - 音楽・歌詞: ビリー・コーガン
  - "Fire Down Below" - 『沈黙の断崖』 - 音楽・歌詞: スティーヴン・セガール、マーク・コリー
  - 「ハウ・ドゥ・アイ・リヴ」: トリーシャ・イヤウッド - 『コン・エアー』 - 音楽・歌詞: ダイアン・ウォーレン
  - "My Dream": シャギー - 『スピード2』 - 音楽・歌詞: シャギー、ロバート・リビングストン、デニス・ハリバートン

- 1998年 "I Wanna Be Mike Ovitz" - 『アラン・スミシー・フィルム』 - 音楽・歌詞: ジョー・エスターハス、グレイ・G・ウィズ
  - "Barney, the Song" - Barney's Great Adventure - 音楽・歌詞: ジェリー・ハーマン
  - 「ミス・ア・シング」 エアロスミス - 『アルマゲドン』 - 音楽・歌詞: ダイアン・ウォーレン
  - "Storm" - 『アベンジャーズ』 - 音楽: ブルース・ウーリー、歌詞: クリス・エリオット、マリウス・デ・ヴリーズ、ベッツィー・コック、アンディー・カイン
  - "Too Much": スパイス・ガールズ - 『スパイス・ザ・ムービー』 - 音楽: スパイス・ガールズ、歌詞: アンディー・ワトキンス、ポール・ウィルソン

- 1999年 "Wild Wild West": ウィル・スミス - 『ワイルド・ワイルド・ウエスト』 - 音楽・歌詞: スティーヴィー・ワンダー、クール・モー・ディー、ウィル・スミス

### 2002年
- 2002年 "I'm Not a Girl, Not Yet a Woman": ブリトニー・スピアーズ - 『ノット・ア・ガール』 - 音楽・歌詞: マックス・マーティン、ラミー、ダイド
  - 「ダイ・アナザー・デイ」: マドンナ - 『007 ダイ・アナザー・デイ』 - 音楽・歌詞: マドンナ、ミルウェイズ・アマッザイ
  - 「オーヴァープロテクテッド」: ブリトニー・スピアーズ - 『ノット・ア・ガール』 - 音楽・歌詞: マックス・マーティン、ラミー